# Bandera de la provincia de Santa Cruz (Argentina)
La bandera de la provincia de Santa Cruz fue adoptada el 12 de octubre de 2000. Fue diseñada por Santiago Sebastián Arenillas, de 27 años, quien presentó su trabajo, que resultaría ganador el 22 de agosto de 2000, en un concursoen el cual se presentaron más de 149 trabajos que fueron expuestos en septiembre en la capital provincial. 
Según su autor la bandera representa:

El celeste representa el cielo y el sol como elemento de divinidad que fue y es para las razas autóctonas. El sol naciente es el símbolo del amanecer, de la juventud de esta provincia que contiene en un semicírculo interior la noche, la cruz del sur, el cerro Chaltén, emblemas de los aonikenk, antigua raza de estas tierras.